# 守護者 (電視劇)
是一部美國劇情電視迷你劇，改編自阿蘭·摩爾和戴夫·吉本斯創作的同名漫畫，由戴蒙·林道夫開發製作，他同時擔任編劇和執行製片。第一季共9集，2019年10月20日在HBO首播。

## 概要

### 背景
在架空的歷史時代，超級英雄被視為不法之徒。劇集在原著基礎上改編，以不同的視野與觀點賦予作品嶄新風貌和全新故事。

### 設定
劇集世界觀緊承漫畫原作劇情，美國在曼哈頓博士的幫助下在越南戰爭中取得勝利，越南於1985年成為美國的一個州。劇中的女主角安潔拉即出生於成為美國領土之前的西貢。水門事件沒有發生，聲望極高的理查·尼克森在位期間取消了總統任期限制，並成功連任多屆總統。勞勃·瑞福自1992年當選總統之後連任至今，成為美國歷史上任期最長的總統。由於擔心類似漫畫中的巨大魷魚入侵事件重現，美國政府嚴格管控計算機的使用。1993年，聯邦政府通過了《技術召回和再利用法案》，規定所有先進技術的使用需經過政府部門的批准。劇集故事發生的時間設定於原著漫畫故事結束的34年以後，即架空的2019年。主要地點在美國奧克拉荷馬州土爾沙，一個沒有互聯網和智慧型手機等先進科技的城市。瑞福總統簽署通過《種族暴力受害者法案》，該法案中規定對土爾沙種族騷亂等種族衝突中遭受不公正對待的受害者及其後代給予賠償金。瑞福總統傾向自由主義的一系列改革舉措引起民眾諸多不滿，種族對立現象日益嚴重，尤其是白人群體中的異見者不斷增多。白人至上組織「第七騎兵團」應運而生，他們信仰變臉羅夏，佩戴與他類似的黑白面具，攻擊警察及其家人。2016年聖誕夜，第七騎兵團發動「白夜事件」，警察及其家屬遭受重大傷亡，土爾沙警局警長賈德·克勞馥和警探安潔拉·阿巴爾在動亂中得以倖存。此後，政府通過《警察防衛法案》，規定警察在執法期間可以佩戴面具。

## 演員與角色

### 主要角色
- 蕾吉娜·金恩 飾演 安潔拉·阿巴爾／暗夜修女（Angela Abar / Sister Night）

土爾沙警局警探，對外宣稱退休，成為麵包店老闆。實是化名「暗夜修女」暗中為警局工作的蒙面義警。在越南成為第51州後出生，因父母被自殺炸彈客炸死、其後來帶她回土爾沙的祖母瓊突然猝死而成為孤兒。成年後警察並憎恨著曼哈頓博士。2009年仍在越南當警察的她遭曼哈頓博士造訪並提出晚餐的邀約，之後讓曼哈頓博士化身為卡爾的模樣後兩人搬去土爾沙定居。白夜事件時遭到騎兵團槍傷，而與賈德一家開始交好，但未知賈德其實是知曉卡爾的真身是曼哈頓博士而刻意接近她們一家。賈德死後開始調查祖父威爾以及其目地，因吃下所有的「懷舊丸」發現威爾其實是兜帽判官還有白人優越主義組織「獨眼巨人」的存在。經趙嫗治療後知道騎兵團企圖捕獲曼哈頓博士而返家讓曼哈頓博士再度現身，企圖逆轉局勢，但仍無法阻止趙嫗殺死曼哈頓博士。徫特發動小魷魚攻擊後躲進威爾所在的戲院並與其和解。最後在家裡發現了曼哈頓博士給她的雞蛋並吃下後，疑似獲得了曼哈頓博士的部分能力。
- 唐·強生 飾演 賈德·克勞馥（Chief Judd Crawford）

土爾沙警局警長，安潔拉的朋友，祖父曾為三K黨成員，而自身也加入白人優越主義組織「獨眼巨人」，白夜事件後因為曼哈頓博士的存在而刻意與安潔拉一家交好。最後遭到威爾使用獨眼巨人的催眠科技命令下自行上吊身亡。
- 提姆·布萊克·尼爾森 飾演 韋德·提爾曼／窺鏡（Wade Tillman / Looking Glass）

土爾沙警局警探，化名為「窺鏡」的蒙面義警，平時以市場調查員作為掩護身份。少年時期為土爾沙當地耶和華見證人的一員，1985年11月2日前往紐澤西傳教而成為巨大魷魚事件的生還者之一，由於當時的心理創傷使得自己在自己的帽子跟面具都採用了反射材質來防止腦波傳導，另外他也無法與女性建立長久而穩定的伴侶關係。中了第七騎兵團的圈套，得知巨大魷魚事件的後遭到基恩威脅，迫不得已之下陷害安潔拉入獄，返家後遭到騎兵團埋伏，但一人殲滅全數成員並臥底在騎兵團內。趙嫗準備吸收曼哈頓博士的能量時，被曼哈頓博士與蘿莉及徫特傳送至南極並以小魷魚阻止了趙嫗。最後與蘿莉一起將徫特逮捕。
- 葉海亞·阿巴杜-馬汀二世 飾演 卡爾文·「卡爾」·阿巴爾／強納森·「強」·奧斯特曼／曼哈頓博士（Calvin "Cal" Abar / Jonathan "Jon" Osterman / Dr. Manhattan）

扎克·羅瑟拉-奧克斯利（Zak Rothera-Oxley）和達雷爾·斯內德格（Darrell Snedeger） 飾演 幼年和青年強納森·奧斯特曼
安潔拉的丈夫，實為曼哈頓博士偽裝成普通人的寄宿替身。
- 安德魯·霍華（英语：Andrew Howard） 飾演 紅色恐慌（Red Scare）

土爾沙警局警探，共產主義者，全身著紅色衣服的蒙面義警。
- 雅各·明-川特（Jacob Ming-Trent） 飾演 熊貓（Panda）

土爾沙警局警探，頭戴熊貓面具的義警。
- 湯姆·米森 飾演 菲利普斯先生（Mr. Phillips）

米森同時飾演遊戲守衛（The Game Warden），為最早被創造出來的菲利普斯。
鄉村莊園內的僕人，為曼哈頓博士參照幼年時遇到的一對夫妻形象所打造的「亞當」。
- 莎拉·維克斯（英语：Sara Vickers） 飾演 柯珞克珊小姐（Ms. Crookshanks）

鄉村莊園內的女僕，為曼哈頓博士參照幼年時遇到的一對夫妻形象所打造的「夏娃」。
- 迪倫·舒姆賓（Dylan Schombing）飾演 克里斯多福·「陶佛」·道爾（Christopher "Topher" Doyle）

「白夜事件」受害者的遺孤，安潔拉的養子。
- 小路易斯·格塞特 飾演 威廉·「威爾」·李維／兜帽判官（William "Will" Reeves / Hooded Justice）

賈方·艾德波 飾演 青年威爾／兜帽判官
在1921年土爾沙種族騷亂中倖存的年邁老人。曾為警察，安潔拉的祖父。於1940年代以蒙面義警「兜帽判官」身份活動，真實身份無人知曉。
- 傑瑞米·艾朗 飾演 安卓林·徫特／智謀者（英语：Ozymandias (comics)）

曾為超級英雄「智謀者」，現為木衛二上一間莊園的莊園主，並具有許多複製人僕人。20世紀90年代，徫特試圖推動一場「人類潛能運動」（Human Potential Movement），意圖將整個社會建設成為由超越超人領導的先進科技驅動的烏托邦。長期遭受核威懾等災難的民眾對科技產生警惕，徫特的想法被大多數人抵制，他的聲望隨之一落千丈。徫特自2007年在公眾面前最後一次露面之後，2012年被宣告失蹤，2019年9月9日被宣告死亡。2017年，國際企業集團趙氏工業（Trieu Industries）收購了他所有公司的資產。實際上，2008年他被趙嫗造訪，拒絕金援她的計劃也不承認其為女兒。2009年時對人類不停製造核武的行為感到失望，在曼哈頓博士來訪後決意前往木衛二的世外桃源，並提供曼哈頓博士博士能夠消除其記憶的機器。在木衛二居住的四年期間，他因為認定木衛二不是他的家鄉而企圖返回地球，因而使用複製人的屍體拼出「救我，女兒」的字樣。他登上趙嫗的太空船後便被其以黃金雕像的方式保存至2019年才解放。趙嫗企圖成神時被曼哈頓博士連同蘿莉與韋德傳送至自己在南極的居所，並以小魷魚對趙嫗的機器進行攻擊而成功阻止了趙嫗。最後因1985年屠殺300萬人的罪行而被蘿莉與韋德逮捕。
- 琴·史瑪特 飾演 蘿莉·布雷克／靈絲二代／女笑匠（英语：Silk Spectre）

「笑匠」艾迪·布雷克與「靈絲」莎莉·朱比特之女，曾繼承母業成為蒙面義警「靈絲二代」，現為聯邦調查局反私刑者任務小組（Anti Vigilante Task Force）探員。蘿莉和「夜梟二代」丹·崔博格曾於1995年成功阻止奧克拉荷馬市的爆炸案件，但是他們因這次義警行為違反《基恩法案》，雙雙被捕入獄。警方審訊時得知，這是二人因種種不和而選擇分手前的最後一次行動。此後，蘿莉因威脅FBI要透漏巨大魷魚事件的真相而得以豁免成為聯邦探員，丹仍被關押在聯邦監獄。2019年，蘿莉被基恩參議員指名前往土爾沙調查賈德的謀殺案以換取丹的自由。對安潔拉產生懷疑而竊聽了韋德桌上的仙人掌，之後將吞下「懷舊丸」的安潔拉逮捕而因此獲知兜帽判官的真實身份以及白人至上主義組織「獨眼巨人」的陰謀。在與珍對質時掉入了獨眼巨人的陷阱，接著目擊曼哈頓博士被抓、基恩試圖成神的悲慘死狀以及趙嫗企圖成神的舉動。曼哈頓博士將她與韋德及徫特傳送至南極阻止趙嫗，小魷魚攻擊結束後因為受夠了隱瞞1985年巨大魷魚事件的真相而與韋德合作逮捕徫特。
- 周洪 飾演 趙嫗（Lady Trieu）

趙氏工業的所有者，為安卓林·徫特的女兒，2008年前往南極要求其金援而遭其拒絕。2012年，因有意收購安卓林·徫特的公司，趙氏前往南極洲與他洽談，發現後者不知所終。最終於2017年成功收購該公司。2019年她與威爾合作讓安潔拉與威爾相聚，自己則設計了「千禧鐘」來吸取曼哈頓博士的能量。利用了第七騎兵團與獨眼巨人擄獲曼哈頓博士後將其一舉殲滅，接著妄圖讓自己吸收曼哈頓博士的能量而成為神。她的計畫最後遭到徫特、蘿莉及韋德破壞，遭到小魷魚貫穿後被破碎的千禧鐘砸死。

### 常設角色
- 詹姆士·沃克 飾演 小喬·基恩（Joe Keene Jr.）：奧克拉荷馬州的共和黨參議員，克勞馥一家的朋友，正在尋求競選總統，實為第七騎兵團的幕後操盤者兼獨眼巨人成員。喬的父親大衛·基恩於1977年提出《基恩法案》並獲得通過，該法案宣佈義警活動為非法行為[8]。2017年，經歷「白夜事件」之後，小喬·基恩提出《警察防衛法案》（DOPA，Defense of Police Act）並獲得通過，該法案允許警察在執法時佩戴面具[14]。

- 法蘭西絲·費雪 飾演 珍·克勞馥（Jane Crawford）：賈德的妻子，基恩的同夥，獨眼巨人的一員[8]。

- 潔西卡·卡瑪丘（英语：Jessica Camacho） 飾演 海盜珍妮（Pirate Jenny）：土爾沙警局警探，蒙面義警，為一名雙性戀者兼無政府主義者。

- 達斯汀·英格拉姆（英语：Dustin Ingram） 飾演 戴爾·比提／潤滑液人（Dale Petey / Lube Man）：聯邦調查局探員，蘿莉的同事，對於英雄事蹟相當癡迷。《羅夏日記》於1986年起陸續被公開，但是大多數民眾將其視為騙局或陰謀論。1995年，紐約警察局將《羅夏日記》的手稿移交給聯邦調查局的行為科學部，隨後又轉交給戴爾所在的反義警特別行動小組，他們負責分析日記中複雜的密碼和古怪難認的筆跡。2019年9月1日，戴爾在向聯邦調查局提交的一份秘密備忘錄中表示，不讚同停止搜索失蹤的安卓林·徫特並直接宣佈他死亡的做法，這樣會激怒信仰羅夏的第七騎兵團，他們一直認為徫特是羅夏失蹤的幕後黑手，政府這種行為是在隱瞞真相、包庇徫特，會導致矛盾更加激化[15]。他的建議最終未被採用。賈德警長被謀殺後，戴爾跟隨蘿莉前往土爾沙調查案件，期間穿成全身乳膠緊身衣的私刑者「潤滑液人」跟蹤安潔拉。其後在蘿莉命令下前往韋德家發現了許多死亡的騎兵團成員。事件結束後因欲繼續自行調查，而無視撤退命令，遭到FBI解職並成為反私刑者任務小組的下一個潛在目標。

- 艾德琳·史普恩（Adelynn Spoon） 飾演 艾瑪·道爾（Emma Doyle）：「白夜事件」受害者的遺孤，安潔拉的養女。

- 莉莉·蘿絲·史密斯（Lily Rose Smith） 飾演 蘿西·道爾（Rosie Doyle）：「白夜事件」受害者的遺孤，安潔拉的養女。

### 客串
- 夏恩·傑克遜 飾演 電視劇演員：在劇中虛構的電視劇《美國英雄故事：民兵》中飾演兜帽判官（Hooded Justice），該角色是守護者前身組織「民兵」（The Minutemen）的成員之一，一名擁有豐富近身搏鬥經驗的義警[16]。

- 勞勃·瑞福 飾演 自己：美國總統，擔當電視劇《美國英雄故事：民兵》的片頭警示旁白。

- 亨利·路易斯·蓋茨 飾演 自己：劇中他成為美國財政部長。

- 李·特格森 飾演 影子先生（Mr. Shadow）：一名被蘿莉設局拿下的私刑者。

- 朱莉·黃-拉帕波特（Jolie Hoang-Rappaport） 飾演 比昂（Bian）：趙嫗的女兒，實是趙嫗母親的複製人。

- 艾琳·格魯巴（Eileen Grubba） 飾演 辛西亞·提爾曼（Cynthia Tillman）：韋德的前妻。

- 米高·伊派里奧里 飾演 自己：紐約市一名廣告經理[17]。

- 保拉·馬爾科姆森（英语：Paula Malcomson） 飾演 蕾妮（Renee）：放射科醫生，第七騎兵團的成員。

- 傑克·麥克道曼 飾演 尼爾森·嘉納／大都會隊長（Nelson Gardner / Captain Metropolis）：守護者前身組織「民兵」的成員之一。

- 格倫·弗萊舍爾 飾演 弗萊德（Fred）：具有種族歧視思想的商人，與威爾發生衝突。

- 丹妮爾·戴德維勒 飾演 瓊（June）：威爾的妻子，安潔拉的祖母，曾是一名記者。

瓦萊麗·羅斯（Valeri Ross） 飾演 老年時期的瓊。
- 安東尼·希爾（Anthony Hill） 飾演 馬庫斯·阿巴爾（Marcus Abar）：安潔拉的父親，死於自殺炸彈襲擊。

- 德雯·A·泰勒（Devyn A. Taylor） 飾演 伊莉絲·阿巴爾（Elise Abar）：安潔拉的母親，死於自殺炸彈襲擊。

- 特雷·巴特勒（Trey Butler） 飾演 華特·寇瓦克斯／變臉羅夏（Walter Kovacs / Rorschach）：守護者成員，專殺惡人的私刑者。意圖將1985年巨大魷魚事件的真相公諸於世，死於曼哈頓博士之手。其日誌後來啟發了第七騎兵團。

## 集數
第一季共9集，由妮可·卡索、史蒂芬·威廉姆斯、安德烈·帕雷克、絲黛芙·格林（Steph Green）、大衛·塞梅爾和弗雷德里克·E·O·托伊執導，戴蒙·林道夫、尼克·丘斯（Nick Cuse）、萊拉·拜克（Lila Byock）、克麗絲塔爾·亨利（Christal Henry）、卡莉·雷、科爾·杰佛遜（Cord Jefferson）、史黛西·奧塞-庫福爾（Stacy Osei-Kuffour）、克萊爾·基切爾（Claire Kiechel）和傑夫·詹森執筆編劇。
| 總集數 | 集數 （季） | 標題                                                                      | 導演                | 編劇                            | 上線日期       | 製作 代碼 | 美國收視人數 （百萬） |
| --- | ----------- | ------------------------------------------------------------------------- | ------------------- | ------------------------------- | -------------- | --------- | --------------------- |
| 1 | 1           | 夏日已至，冰塊將盡 It's Summer and We're Running Out of Ice               | 妮可·卡索           | 戴蒙·林道夫                     | 2019年10月20日 | 101       | 0.799                 |
| 1921年，土爾沙種族騷亂期間，一個非裔小男孩失去了父母，他與一名嬰兒生存下來。2019年，警察被允許佩戴口罩以隱藏身份。警官查理·薩頓被白人至上組織「第七騎兵團」槍擊，送至醫院搶救。土爾沙警局警長賈德·克勞馥下令緝拿並嚴懲兇手。安潔拉·阿巴爾是一名退休警察，當前在經營一家麵包店。安潔拉得知槍擊事件後，化身「暗夜修女」，抓捕到嫌犯。在另一名義警「窺鏡」韋德的幫助下，他們找到了第七騎兵團的一個藏身地點。安潔拉、賈德和同事一起全殲對方。轉天之後，賈德在去醫院看望查理的路上遭到伏擊。安潔拉接到陌生人的電話，她匆忙趕到事發地時，發現賈德被吊死在路邊樹上，樹下有一名坐在輪椅上的年邁非裔老人。與此同時，一個鄉村莊園的主人與他的兩名僕人共同慶祝「週年」。 |             |                                                                           |                     |                                 |                |           |                       |
| 2 | 2           | 科曼奇人的嫻熟馬術 Martial Feats of Comanche Horsemanship                 | 妮可·卡索           | 戴蒙·林道夫＆尼克·丘斯          | 2019年10月27日 | 102       | 0.765                 |
| 第一次世界大戰期間，德國人向協約國士兵散發種族平等的傳單，用來招募有色人種士兵。威爾的父親拾獲一張宣傳單，威爾在土爾沙種族騷亂中倖存，那張宣傳單一直被他保留到2019年。威爾正是路邊樹下的老人，安潔拉將他秘密帶至自己的麵包房。電視中正在播放電視劇《美國英雄故事：民兵》第二季，劇中兜帽判官在打擊犯罪，抓捕搶劫商店的劫匪。威爾告訴安潔拉，賈德有見不得人的醜聞。安潔拉為調查威爾的身世背景，採集到他的DNA樣本，並前往「格林伍德文化遺產中心」檢驗。在賈德的守靈夜，安潔拉潛入他的房間，發現衣櫥內的一件三K黨服裝。安潔拉收到檢驗結果，證實威爾是自己的祖父。她質問威爾如何得知賈德曾是三K黨的一員，在得不到滿意的回答之後，安潔拉逮捕威爾，打算將他扭送至警局。一個巨大磁鐵從飛行器中落下，將安潔拉的汽車連同威爾吊上飛行艙，那張宣傳單飄落到安潔拉的手中。與此同時，莊園主指導僕人們演出自己編排的話劇《錶匠之子》，參與演出的眾多男女僕人均是菲利普斯和柯珞克珊的複製人。其中一幕正是強·奧斯特曼遭遇實驗事故，成為曼哈頓博士。話劇中飾演約翰的菲利普斯被火燒死，莊園主當即為另一個複製人取名菲利普斯。 |             |                                                                           |                     |                                 |                |           |                       |
| 3 | 3           | 她被太空垃圾殺死 She Was Killed by Space Junk                             | 史蒂芬·威廉姆斯     | 戴蒙·林道夫＆萊拉·拜克          | 2019年11月3日  | 103       | 0.648                 |
| 參議員小喬·基恩委任聯邦調查局反義警特別行動小組的探員蘿莉·布雷克負責調查賈德警長被謀殺的案件。蘿莉帶著戴爾·比提來到土爾沙後，見到正在四處搜捕嫌犯的蒙面警察們。得知賈德的葬禮將在幾個小時之後舉行，蘿莉和戴爾前往墓地。一名第七騎兵團成員通過地道潛入葬禮現場，身綁人肉炸彈要挾基恩。蘿莉果斷擊斃了他。該成員心臟停止跳動之後，炸彈啟動引爆裝置。安潔拉立即將其拖入墓坑，並用裝有賈德遺體的棺材掩蓋，以緩衝炸彈造成的衝擊。之後，蘿莉告知安潔拉，她發現了賈德被吊死的樹下的輪椅車痕，以及賈德家中的秘密衣櫥，暗示安潔拉有所隱瞞。當晚，蘿莉通過趙氏工業提供的專用通訊技術，給已在火星上停留了三十年之久的曼哈頓博士留言。蘿莉講述了「上帝」被一個女孩拋向天空的磚頭砸死的「笑話」，隨即有一輛汽車從天空落在蘿莉面前，蘿莉仰天大笑。與此同時，莊園主自製了一套太空服，並用菲利普斯先生做實驗，以失敗告終。他又計劃獵殺野牛。凡此種種的行為使他收到了「遊戲守衛」的警告信。莊園主認為這違反當初的約定，他回信邀請守衛當面詳談。信的末尾署名為「安卓林·徫特」。當晚，他穿上「智謀者」的制服。 |             |                                                                           |                     |                                 |                |           |                       |
| 4 | 4           | 如果你不喜歡我的故事，自己去寫 If You Don't Like My Story, Write Your Own | 安德烈·帕雷克       | 戴蒙·林道夫＆克麗絲塔爾·亨利    | 2019年11月10日 | 104       | 0.707                 |
| 持有趙氏工業的大資本家趙嫗來到土爾沙的一個農民之家，用不菲的價格購買了這對夫妻的房屋和附近的農田。在他們剛剛簽訂協議之後，一個太空物體墜落在趙嫗擁有所有權的附近地面。安潔拉來到格林伍德文化遺產中心確認身世。她突然聽到巨大的衝擊聲，來到街邊正遇到蘿莉以及自己的汽車，她在車中發現一瓶藥物。安潔拉帶著這瓶藥找到窺鏡，要他幫忙找前妻檢測，並把賈德秘密衣櫥中的三K黨服裝交給窺鏡保管。安潔拉處理祖父威爾留下的輪椅時，被一個蒙面義警跟蹤，她未能抓獲這名跟蹤者。蘿莉暫時接管土爾沙警局，她告知安潔拉在失而復得的車上發現威爾的指紋，而能夠掌握吊起汽車並還回原位的技術非趙氏工業莫屬。蘿莉和安潔拉拜訪趙嫗，趙嫗為她們提供了能夠使用新款輕型無人機的人員名單，她用越南語詢問安潔拉是否收到藥物。當晚，趙嫗與威爾謀劃一件秘事，威爾表態說自己不會受到家人的影響。與此同時，一時失控的徫特將複製人全部殺死。他從湖中撈出一對嬰兒，放在培育室中，很快這對嬰兒長大成人，成為新的菲利普斯和柯珞克珊。在這兩名僕從的幫助下，徫特建造一架投石機，將一具具屍體發射向天空，測試並記錄自己所處監獄的邊界。 |             |                                                                           |                     |                                 |                |           |                       |
| 5 | 5           | 不再懼怕閃電 Little Fear of Lightning                                     | 絲黛芙·格林         | 戴蒙·林道夫＆卡莉·雷            | 2019年11月17日 | 105       | 0.752                 |
| 1985年11月2日，一隻大魷魚突然出現於紐約上空。韋德此時正在相距不遠的新澤西，亦遭受到震波的衝擊，自此患上創傷後遺症。蘿莉竊聽到安潔拉與韋德關於藥物檢驗的談話。韋德的前妻辛西亞告訴他這些藥物是「懷舊丸」，其中包含他人的記憶。第七騎兵團引誘韋德來到一個據點，他們在此測試傳送裝置。參議員小喬·基恩告知韋德，他和死去的警長賈德都是第七騎兵團的秘密成員，並向韋德展示了一段影片。這段影片錄製於1985年紐約大魷魚襲擊事件前一天，片中安卓林·徫特向未來的總統勞勃·瑞福闡述自己的長遠計劃。基恩還對韋德表示，安潔拉對賈德的死亡案件有所隱瞞。轉天過後，安潔拉在警局向韋德坦承自己的祖父在案發現場。蘿莉立即宣佈將安潔拉逮捕，安潔拉在被控制之前吞下了那些名為「懷舊丸」的藥片。當晚韋德歸家之後，一小隊第七騎兵團成員持槍來到他家門前。與此同時，徫特穿上研製成功的太空服，利用投石機將自己拋向空中，發現自己被困在木星的衛星木衛二上。他將此前拋出的屍體拼出「救我，D」（SAVE ME D）的字樣，希望能夠被朱諾號木星探測器看到。隨後他被遊戲守衛拉回監獄。 |             |                                                                           |                     |                                 |                |           |                       |
| 6 | 6           | 這無與倫比的生命 This Extraordinary Being                                 | 史蒂芬·威廉姆斯     | 戴蒙·林道夫＆科爾·杰佛遜        | 2019年11月24日 | 106       | 0.620                 |
| 安潔拉服用「懷舊丸」之後陷入昏迷狀態。她的意識在藥物作用下，回顧了祖父威爾此前人生中重要的經歷。1938年，威爾加入紐約警察局，成為一名黑人警察。他在街上發現一名白人縱火燒毀猶太人的商店，將其扭送至警局，但是他很快被局裡的白人警察釋放。威爾隨後也被白人同事施加私刑，遭到多人毆打。當夜他在回家途中見義勇為，戴著頭罩和套索解救了一對遭遇搶匪的夫婦。轉天之後，威爾裝扮的蒙面義警被大眾稱為英雄，亦被媒體稱為「兜帽判官」大肆報道。威爾的行為起初得到妻子的支持。「大都會隊長」尼爾森·嘉納邀請威爾加入民兵組織。威爾與他發生了婚外情。威爾私下調查名叫「獨眼巨人」的白人至上主義團體，該團體利用催眠術迫使黑人自相殘殺。當他尋求民兵組織的幫助被拒絕之後，威爾獨自闖入該組織的藏身窩點，殺死了所有三K黨成員。威爾的雙重身份使他不能正常面對家庭，他的妻子帶著兒子離他而去，來到土爾沙，並警告威爾不要前來找他們。2019年，威爾利用同樣的催眠術引誘賈德警長上吊自盡。趙嫗幫助安潔拉擺脫了藥物反應，她在趙嫗的住處甦醒過來。 |             |                                                                           |                     |                                 |                |           |                       |
| 7 | 7           | 近乎虔誠的敬畏 An Almost Religious Awe                                    | 大衛·塞梅爾         | 斯泰西·奧塞-庫夫＆克萊爾·基切爾 | 2019年12月1日  | 107       | 0.779                 |
| 安潔拉在趙嫗的治療下意識開始恢復，但是仍然受到「懷舊丸」的影響。她回憶起兒時在西貢的經歷，父母被人肉炸彈襲擊身亡，年幼時住進孤兒院，最後前來接自己的祖母意外去世，並將這段經歷與祖父的經歷混淆。安潔拉逐漸清醒之後，發現連接自己身體管道的另一端是一隻沉睡的大象。安潔拉在趙氏集團的另一個房間發現一個存儲裝置，裡面保存了所有地球上的人與曼哈頓博士的「通話」記錄。趙嫗告訴安潔拉，這些通話曼哈頓博士完全沒有收到。並稱曼哈頓博士根本沒在火星上，他悄悄返回地球之後，一直留在土爾沙，偽裝成為普通人。得知第七騎兵團意欲摧毀曼哈頓博士並冒充他的計劃之後，趙嫗開始著手研製千禧鐘。趙嫗表示為拯救世界，她將於一個小時之後啟動千禧鐘。安潔拉聽完趙嫗的此番表態，不顧同事紅色恐慌和海盜珍妮的阻攔，衝出趙氏集團來到家中。在對丈夫卡爾表達愛意之後，稱呼他為強，並用錘子敲破他的腦袋，掏出一個外形為曼哈頓博士標誌的圓盤，此時安潔拉的臉前出現藍色光芒。蘿莉錄下了安潔拉在藥物作用下的喃喃自語，並從斷斷續續的言語中分析出賈德警長被謀殺的真相。蘿莉的助手戴爾來到韋德的家中，發現現場留下數具第七騎兵團成員的死屍，但是韋德蹤跡全無。蘿莉要求他留在現場，等待自己前去勘察。隨後，蘿莉先來到賈德的遺孀珍·克勞馥的家中，告知後者當前調查的結果。兩人談話間，珍突然打開陷阱機關，將她關押到第七騎兵團的藏身地點。小喬·基恩當面告知蘿莉，他們正在策劃抓捕曼哈頓博士，反擊當前充斥著針對白人種族歧視的社會。與此同時，徫特經歷了長達一年的審判，最終被法官「遊戲守衛」判決有罪。                                       |             |                                                                           |                     |                                 |                |           |                       |
| 8 | 8           | 神遇阿巴爾 A God Walks into Abar                                          | 妮可·卡索           | 傑夫·詹森＆戴蒙·林道夫          | 2019年12月8日  | 108       | 0.822                 |
| 2009年，曼哈頓博士在越南西貢的一家餐館內遇到安潔拉，並試圖說服她答應與自己在明晚共進晚餐，因為他們會在此後多年相愛。安潔拉起初只是當做一個笑話，曼哈頓博士向她解釋自己存在於非線性的時空之中，可以同時出現於多個時間和空間節點。自1985年起，他開始在木衛二上以幼時遇到的一對夫婦為模版創造生命。安潔拉詢問曼哈頓博士何時愛上自己，他回答是在2019年，隨後他們的感情會以悲劇收場。安潔拉顯然對此有著很大懷疑，表示他的藍色身體和超級能力過於顯眼，不可能成為一個平凡的普通人。曼哈頓博士繼續向她解釋，首先他將外貌轉變成一個剛剛逝去的普通人卡爾，然後前往南極找到安卓林·徫特，利用徫特發明的裝置將真實身份遺忘。徫特藉此機會，請求曼哈頓博士將他傳送到木衛二上的「世外桃源」。聽完曼哈頓博士的長篇講述之後，安潔拉接受了他的邀約。2019年，安潔拉在家中釋放出曼哈頓博士，告知他第七騎兵團正在策劃抓捕他。曼哈頓博士卻表示事情會必然發生，已無可挽回。曼哈頓博士向她透露自己曾於2009年拜訪過威爾，當時威爾仍住在大都會隊長遺留在紐約的房子內，他希望威爾能在2019年幫助孫女。安潔拉疑問祖父威爾是如何得知賈德警長曾是三K黨成員，她請求曼哈頓博士在2009年時趁機向他詢問。話一出口，安潔拉隨機意識到正是此時的自己告訴十年前的祖父這個消息。第七騎兵團開始發動攻擊，安潔拉不願坐以待斃，她持槍與對方展開激戰，曼哈頓博士向她表白，他是從這一刻開始愛上她。曼哈頓博士被一架超光速粒子炮俘虜。與此同時，徫特被判處監禁，遊戲守衛送給他一個週年蛋糕。徫特在蛋糕內發現一個馬蹄鐵，他興奮地開始用它挖掘逃生地道。 |             |                                                                           |                     |                                 |                |           |                       |
| 9 | 9           | 看他們如何飛翔 See How They Fly                                           | 弗雷德里克·E·O·托伊 | 尼克·丘斯＆戴蒙·林道夫          | 2019年12月15日 | 109       | 0.935                 |
| 趙嫗看到父親安卓林·徫特在木衛二上擺出的求救信號後，將他接回地球，並一直封存在雕像內。在第七騎兵團將曼哈頓博士捕獲當晚，趙嫗放出徫特，以見證自己獲取曼哈頓博士的能力。曼哈頓博士與蘿莉被困於第七騎兵團的秘密據點，韋德喬裝為騎兵團成員混入其中。在小喬因未過濾曼哈頓博士的能量而化為血水死亡後，趙嫗將珍連同其同伙全部消滅，曼哈頓博士在被分解之前將徫特、蘿莉和韋德傳送至南極洲徫特的家中。徫特藉助此處一直運轉的魷魚雨裝置，調低溫度，利用冷凍的魷魚雨破壞了趙嫗的能量轉換裝置，同時殺死了她。安潔拉躲進一家劇院，發現祖父威爾已將三名養子女轉移至此。蘿莉和韋德以1985年徫特錄下的視頻為證據，將他繩之以法。土爾沙回復平靜之後，安潔拉帶著威爾和子女返回家中。她在收拾房間時發現一枚完整的雞蛋，回憶起在與曼哈頓博士初見面時，他對自己講述可以通過生物有機介質轉移能力。安潔拉吃下那枚雞蛋，模仿曼哈頓博士的做法，嘗試在水面上行走。 |             |                                                                           |                     |                                 |                |           |                       |

## 製作

### 開發
2015年10月1日，報道稱HBO與2009年上映的電影《守護者》導演查克·史奈德進行了初步溝通，有意將其改編為電視劇。隨後HBO證實了這一消息。
2017年6月20日，有消息稱戴蒙·林道夫將接手該劇集，並已與HBO達成協議，同時確認查克·史奈德不再參與製作。9月19日，報道稱該劇的編劇工作室已經成立。一天後，HBO正式確定預訂試播集和備份劇本。
2018年1月30日，妮可·卡索確定將執導試播集，並擔任劇集執行製片，該集劇本由戴蒙·林道夫執筆。5月22日，林道夫向漫畫原著粉絲發出長達五頁的公開信，透露電視劇不會直接改編原漫畫或是其續集，而是描繪一個全新的原創故事。8月17日，HBO宣佈預訂該劇的整季，第一季定於2019年首播。9月20日，報道稱特倫特·雷澤諾和阿提克斯·羅斯將為劇集作曲。
2019年9月3日，HBO宣佈劇集將於2019年10月20日首播。

### 選角
2018年5月23日，蕾吉娜·金恩、唐·強生、提姆·布萊克·尼爾森、小路易斯·格塞特、雅德蕾德·克萊門斯和安德魯·霍華確認出演試播集，其中至少一位演員將成為常規角色。6月，傑瑞米·艾朗、湯姆·米森、法蘭西絲·費雪、雅各·明-川特、葉海亞·阿巴杜-馬汀二世和莎拉·維克斯確認出演試播集。8月7日，迪倫·舒姆賓、艾德琳·史普恩和莉莉·蘿絲·史密斯確認出演試播集。11月，琴·史瑪特確認將飾演劇中主要角色，詹姆士·沃克出演常規角色。傑瑞米·艾朗公佈飾演角色為漫畫中的智謀者，提姆·布萊克·尼爾森將出演原創角色窺鏡（Looking Glass）。2019年1月，周洪和達斯汀·英格拉姆確認出演常規角色。消息稱曼哈頓博士將出現於劇集中。

### 拍攝
試播集的主體拍攝於2018年6月1日在喬治亞州亞特蘭大開機。當月在亞特蘭大附近的城鎮拍攝，包括梅肯，費耶特維爾、紐南、帕爾梅托、布魯克斯和塔克。10月開始繼續在喬治亞州拍攝第一季中餘下劇集，拍攝地包括帕爾梅托、布魯克海文、桃樹城、迪凱特和錢布利的車站。11月，拍攝地包括帕爾梅托、錢布利、麥克唐納以及亞特蘭大的地鐵站。12月，拍攝地包括聯合城、紐南和喬治亞世界會議中心。
劇中涉及鄉村莊園的場景於2018年9月在英國北威爾斯的彭林城堡單獨取景拍攝。湯姆·米森表示這部分先於其他情節拍攝完成。

### 音樂
2018年9月20日，特倫特·雷澤諾和阿提克斯·羅斯確定為劇集作曲。節目統籌戴蒙·林道夫有意邀請雷澤諾和羅斯為劇集作曲。在林道夫向HBO提議的前幾天，兩人提前主動與HBO取得聯繫，他們是《守護者》的忠實粉絲，雙方一拍即合。兩人將分別於2019年11月4日、11月25日和12月16日發行三張為劇集創作的音樂原聲帶專輯。
| 《守護者》第一輯 | 《守護者》第一輯 | 《守護者》第一輯 |
| 曲序             | 曲目             | 时长             |
| ---------------- | ---------------- | ---------------- |
| 1.               |                  | 3:44             |
| 2.               |                  | 1:56             |
| 3.               |                  | 1:17             |
| 4.               |                  | 3:17             |
| 5.               |                  | 1:38             |
| 6.               |                  | 1:42             |
| 7.               |                  | 0:48             |
| 8.               |                  | 3:24             |
| 9.               |                  | 0:55             |
| 10.              |                  | 4:01             |
| 11.              |                  | 2:08             |
| 12.              |                  | 2:25             |
| 13.              |                  | 2:37             |
| 14.              |                  | 3:29             |
| 15.              |                  | 3:38             |
| 总时长：         | 总时长：         | 36:59            |

| 《守護者》第二輯 | 《守護者》第二輯 | 《守護者》第二輯 |
| 曲序             | 曲目             | 时长             |
| ---------------- | ---------------- | ---------------- |
| 1.               |                  | 2:03             |
| 2.               |                  | 3:54             |
| 3.               |                  | 3:24             |
| 4.               |                  | 4:22             |
| 5.               |                  | 1:22             |
| 6.               |                  | 3:27             |
| 7.               |                  | 0:57             |
| 8.               |                  | 3:28             |
| 9.               |                  | 4:09             |
| 10.              |                  | 2:19             |
| 11.              |                  | 2:48             |
| 12.              |                  | 2:48             |
| 13.              |                  | 3:17             |
| 总时长：         | 总时长：         | 38:18            |

| 《守護者》第三輯 | 《守護者》第三輯 | 《守護者》第三輯 |
| 曲序             | 曲目             | 时长             |
| ---------------- | ---------------- | ---------------- |
| 1.               |                  | 4:47             |
| 2.               |                  | 3:49             |
| 3.               |                  | 1:34             |
| 4.               |                  | 0:36             |
| 5.               |                  | 1:06             |
| 6.               |                  | 3:56             |
| 7.               |                  | 3:41             |
| 8.               |                  | 1:08             |
| 9.               |                  | 2:05             |
| 10.              |                  | 2:18             |
| 11.              |                  | 3:45             |
| 12.              |                  | 3:55             |
| 13.              |                  | 7:23             |
| 14.              |                  | 4:04             |
| 15.              |                  | 2:53             |
| 总时长：         | 总时长：         | 47:00            |

## 迴響

### 評價
《守護者》受到廣泛好評。在影視匯總點評網站爛番茄上，劇集獲得96%的「認證新鮮」標牌，8.5/10分（93位劇評人）。《守護者》在Metacritic網站上獲得了「普遍好評」，85/100分（31位劇評人）。

### 收視
| 序 | 標題                           | 播出日期       | 收視率 （18–49歲） | 收視人数 （百萬） | DVR收視率 （18–49歲） | DVR收視人数 （百萬） | 總收視率 （18–49歲） | 總收視人数 （百萬） |
| -- | ------------------------------ | -------------- | ------------------ | ----------------- | --------------------- | -------------------- | -------------------- | ------------------- |
| 1  | 夏日已至，冰块將盡             | 2019年10月20日 | 0.25               | 0.799             | 0.14                  | 0.403                | 0.39                 | 1.202               |
| 2  | 科曼奇人的嫻熟馬術             | 2019年10月27日 | 0.25               | 0.765             | 0.18                  | 0.513                | 0.43                 | 1.278               |
| 3  | 她被太空垃圾殺死               | 2019年11月3日  | 0.19               | 0.648             | 0.22                  | 0.563                | 0.41                 | 1.211               |
| 4  | 如果你不喜歡我的故事，自己去寫 | 2019年11月10日 | 0.22               | 0.707             | 0.20                  | 0.524                | 0.42                 | 1.231               |
| 5  | 不再懼怕閃電                   | 2019年11月17日 | 0.26               | 0.752             | 0.20                  | 0.593                | 0.46                 | 1.345               |
| 6  | 這無與倫比的生命               | 2019年11月24日 | 0.21               | 0.620             | 0.17                  | 0.528                | 0.38                 | 1.148               |
| 7  | 近乎虔誠的敬畏                 | 2019年12月1日  | 0.25               | 0.779             | 0.17                  | 0.509                | 0.42                 | 1.288               |
| 8  | 神遇阿巴爾                     | 2019年12月8日  | 0.28               | 0.882             | 0.19                  | 0.527                | 0.47                 | 1.349               |
| 9  | 看他們如何飛翔                 | 2019年12月15日 | 0.33               | 0.935             | 0.17                  | 0.575                | 0.50                 | 1.510               |

### 觀眾人數
源自HBO的數據顯示，《守護者》首播集當晚有超過150萬人通過電視直播或線上串流媒體觀看。電視端觀眾将近80萬人，為美國所有有線電視平台2019年開播新劇首播集中的最高收視。

## 宣傳與發行
2019年7月20日，HBO在聖地牙哥國際漫畫展上發佈了第一支完整預告片。

### 影碟發行
| 季數 | 季數 | 集數 | DVD發行日期  | DVD發行日期  | DVD發行日期  | 藍光影碟發行日期 | 藍光影碟發行日期 |
| 季數 | 季數 | 集數 | 區域1        | 區域2        | 區域4        | A區              | B區              |
| ---- | ---- | ---- | ------------ | ------------ | ------------ | ---------------- | ---------------- |
|      | 1    | 9    | 2020年6月2日 | 2020年6月1日 | 2020年6月1日 | 2020年6月2日     | 2020年6月1日     |

## 資料來源
1. 1 2  Andreeva, Nellie; Petski, Denise. . Deadline Hollywood. 2018-06-29  [2019-01-03]. （原始内容存档于2018-12-05） （美国英语）.
2. 1 2 3  Lange, Jeva. . The Week. 2019-10-21  [2019-10-21]. （原始内容存档于2019-10-21） （美国英语）.
3. ↑  . TVweb.com. 2019-07-26  [2019-07-26]. （原始内容存档于2019-07-26） （美国英语）.
4. 1 2  Hibbard, James. . Entertainment Weekly. 2019-09-18  [2019-10-21]. （原始内容存档于2019-10-08） （美国英语）.
5. ↑  hbo.watchmen. . Instagram. 2019-07-26  [2019-09-19] （美国英语）.
6. 1 2 3  Schedeen, Jesse. . IGN. 2019-11-04  [2019-11-04]. （原始内容存档于2019-11-04） （美国英语）.
7. ↑  hbo.watchmen. . Instagram. 2019-07-25  [2019-09-19] （美国英语）.
8. 1 2 3   (PDF). HBO. 2019-09-17  [2019-10-29]. （原始内容存档 (PDF)于2019-10-28） （美国英语）.
9. ↑  Jackson, Matthew. . SyFy Wire. 2019-09-18  [2019-09-19]. （原始内容存档于2019-09-21） （美国英语）.
10. ↑  Wigler, Josh. . The Hollywood Reporter. 2019-12-01  [2019-12-01]. （原始内容存档于2019-12-02） （美国英语）.
11. ↑   (PDF). HBO. 2019-09-09  [2019-10-29]. （原始内容存档 (PDF)于2019-10-22） （美国英语）.
12. ↑  Mancuso, Vinnie. . Collider. 2019-10-21  [2019-11-04]. （原始内容存档于2019-11-04） （美国英语）.
13. ↑   (PDF). HBO.   [2019-11-13]. （原始内容存档 (PDF)于2019-11-13） （美国英语）.
14. ↑  Ferguson, LaToya. . indiewire. 2019-10-07  [2019-10-29]. （原始内容存档于2019-10-29） （美国英语）.
15. ↑   (PDF). HBO. 2019-09-01  [2019-10-29]. （原始内容存档 (PDF)于2019-10-22） （美国英语）.
16. ↑   (PDF). HBO. 2019-09-03  [2019-10-29]. （原始内容存档 (PDF)于2019-10-29） （美国英语）.
17. ↑  Sepinwall, Alan. . Rolling Stone. 2019-11-16  [2019-11-18]. （原始内容存档于2019-11-18） （美国英语）.
18. ↑  . Deadline Hollywood. 2019-07-24  [2019-07-24]. （原始内容存档于2019-07-25） （美国英语）.
19. 1 2 3 4  . HBO. 2019-10-18  [2019-10-18]. （原始内容存档于2019-10-08） （美国英语）.
20. 1 2  Metcalf, Mitch. . Showbuzz Daily. 2019-10-22  [2019-10-22]. （原始内容存档于2019-10-22） （美国英语）.
21. 1 2  Metcalf, Mitch. . Showbuzz Daily. 2019-10-29  [2019-10-30]. （原始内容存档于2019-10-29） （美国英语）.
22. 1 2  Metcalf, Mitch. . Showbuzz Daily. 2019-11-05  [2019-11-05]. （原始内容存档于2019-11-05） （美国英语）.
23. 1 2  Metcalf, Mitch. . Showbuzz Daily. 2019-11-12  [2019-11-12]. （原始内容存档于2019-11-12） （美国英语）.
24. 1 2  Metcalf, Mitch. . Showbuzz Daily. 2019-11-19  [2019-11-19]. （原始内容存档于2019-11-20） （美国英语）.
25. 1 2  Metcalf, Mitch. . Showbuzz Daily. 2019-11-26  [2019-11-26]. （原始内容存档于2019-12-24） （美国英语）.
26. 1 2  Metcalf, Mitch. . Showbuzz Daily. 2019-12-04  [2019-12-05]. （原始内容存档于2019-12-04） （美国英语）.
27. 1 2  Metcalf, Mitch. . Showbuzz Daily. 2019-12-10  [2019-12-10]. （原始内容存档于2019-12-10） （美国英语）.
28. 1 2  Metcalf, Mitch. . Showbuzz Daily. 2019-12-17  [2019-12-17]. （原始内容存档于2019-12-17） （美国英语）.
29. ↑  Trumbore, Dave. . Collider. 2015-10-01  [2019-01-03]. （原始内容存档于2015-10-10） （美国英语）.
30. ↑  Andreeva, Nellie. . Deadline Hollywood. 2015-10-01  [2019-01-03]. （原始内容存档于2018-11-07） （美国英语）.
31. ↑  Petski, Denise. . Deadline Hollywood. 2017-06-21  [2019-01-03]. （原始内容存档于2019-01-05） （美国英语）.
32. ↑  Ramos, Dino-Ray. . Deadline Hollywood. 2017-09-19  [2019-01-03]. （原始内容存档于2019-03-28） （美国英语）.
33. ↑  Andreeva, Nellie. . Deadline Hollywood. 2017-09-20  [2019-01-03]. （原始内容存档于2018-10-29） （美国英语）.
34. ↑  Andreeva, Nellie. . Deadline Hollywood. 2018-01-30  [2019-01-03]. （原始内容存档于2019-03-28） （美国英语）.
35. ↑  Ramos, Dino-Ray. . Deadline Hollywood. 2018-05-22  [2019-01-03]. （原始内容存档于2019-03-22） （美国英语）.
36. ↑  Andreeva, Nellie; Petski, Denise. . Deadline Hollywood. 2018-08-17  [2019-01-03]. （原始内容存档于2019-04-04） （美国英语）.
37. ↑  Pedersen, Erik. . Deadline Hollywood. 2018-09-20  [2019-01-03]. （原始内容存档于2018-10-11） （美国英语）.
38. ↑  Patten, Dominic. . Deadline Hollywood. 2019-09-03  [2019-09-04]. （原始内容存档于2019-09-03） （美国英语）.
39. ↑  Andreeva, Nellie. . Deadline Hollywood. 2018-06-29  [2019-01-03]. （原始内容存档于2019-01-05） （美国英语）.
40. ↑  Petski, Denise. . Deadline Hollywood. 2018-06-29  [2019-01-03]. （原始内容存档于2018-08-18） （美国英语）.
41. ↑  Petski, Denise. . Deadline Hollywood. 2018-06-29  [2019-01-03]. （原始内容存档于2019-03-22） （美国英语）.
42. ↑  Petski, Denise. . Deadline Hollywood. 2018-08-07  [2019-01-03]. （原始内容存档于2018-08-25） （美国英语）.
43. ↑  Andreeva, Nellie. . Deadline Hollywood. 2018-11-05  [2019-01-03]. （原始内容存档于2019-02-14） （美国英语）.
44. ↑  Hall, Jacob. . /Film. 2018-11-08  [2019-01-03]. （原始内容存档于2019-02-03） （美国英语）.
45. ↑  Andreeva, Nellie. . Deadline Hollywood. 2018-11-08  [2019-01-03]. （原始内容存档于2018-11-16） （美国英语）.
46. ↑  Nugent, John; Travis, Ben. . Empire. 2018-11-09  [2019-01-03]. （原始内容存档于2018-11-11） （美国英语）.
47. ↑  Andreeva, Nellie. . Deadline Hollywood. 2019-01-11  [2019-01-11]. （原始内容存档于2019-01-12） （美国英语）.
48. ↑  Petski, Denise. . Deadline Hollywood. 2019-01-24  [2019-01-24]. （原始内容存档于2019-01-25） （美国英语）.
49. ↑  Moore, Sam. . NME. 2019-05-12  [2019-07-17]. （原始内容存档于2019-07-17） （美国英语）.
50. ↑  Walljasper, Matt. . Atlanta. 2018-06-26  [2019-01-03]. （原始内容存档于2018-08-29） （美国英语）.
51. ↑  Walljasper, Matt. . Atlanta. 2018-11-01  [2019-01-03]. （原始内容存档于2018-11-16） （美国英语）.
52. ↑  Walljasper, Matt. . Atlanta. 2018-11-29  [2019-01-03]. （原始内容存档于2018-12-01） （美国英语）.
53. ↑  Walljasper, Matt. . Atlanta. 2018-12-20  [2019-01-03]. （原始内容存档于2018-12-24） （美国英语）.
54. ↑  . The Bangor Aye. 2019-04-28  [2019-10-22]. （原始内容存档于2019-10-22） （美国英语）.
55. ↑  Ho, Rodney. . Atlanta News Now. 2019-10-19  [2019-10-22]. （原始内容存档于2019-10-21） （美国英语）.
56. ↑  Wigler, Josh. . The Hollywood Reporter. 2019-10-29  [2019-10-29]. （原始内容存档于2019-10-29） （美国英语）.
57. ↑  Pedersen, Erik. . Deadline Hollywood. 2018-09-20  [2018-09-20]. （原始内容存档于2018-10-11） （美国英语）.
58. ↑  Glow, Kory. . Rolling Stone. 2019-10-21  [2019-10-22]. （原始内容存档于2019-10-22） （美国英语）.
59. ↑  . 爛番茄.   [2019-12-17]. （原始内容存档于2019-12-16） （美国英语）.
60. ↑  . Metacritic.   [2019-10-23]. （原始内容存档于2019-10-21） （美国英语）.
61. ↑  Pucci, Douglas. . Programming Insider. 2019-10-26  [2019-10-26]. （原始内容存档于2020-11-16） （美国英语）.
62. ↑  Pucci, Douglas. . Programming Insider. 2019-11-01  [2019-11-01]. （原始内容存档于2020-05-15） （美国英语）.
63. ↑  Pucci, Douglas. . Programming Insider. 2019-11-09  [2019-11-09]. （原始内容存档于2020-11-16） （美国英语）.
64. ↑  Pucci, Douglas. . Programming Insider. 2019-11-15  [2019-11-15]. （原始内容存档于2021-06-12） （美国英语）.
65. ↑  Pucci, Douglas. . Programming Insider. 2019-11-22  [2019-11-22]. （原始内容存档于2022-03-17） （美国英语）.
66. ↑  Pucci, Douglas. . Programming Insider. 2019-12-04  [2019-12-04]. （原始内容存档于2020-10-27） （美国英语）.
67. ↑  Pucci, Douglas. . Programming Insider. 2019-12-06  [2019-12-06]. （原始内容存档于2022-03-17） （美国英语）.
68. ↑  Pucci, Douglas. . Programming Insider. 2019-12-13  [2019-12-13]. （原始内容存档于2020-11-10） （美国英语）.
69. ↑  Pucci, Douglas. . Programming Insider. 2019-12-21  [2019-12-21]. （原始内容存档于2020-04-08） （美国英语）.
70. ↑  Ramos, Dino-Ray. . Deadline Hollywood. 2019-10-21  [2019-10-21]. （原始内容存档于2019-10-21） （美国英语）.
71. ↑  . The Futon Critic. 2019-07-20  [2019-07-21] （美国英语）.
72. ↑  .   [2020-06-15]. （原始内容存档于2021-07-22） –Amazon （美国英语）.
73. ↑  .   [2020-06-15]. （原始内容存档于2020-06-15） –Amazon （美国英语）.
74. ↑  .   [2020-06-15]. （原始内容存档于2020-06-15） –JB Hi-Fi （美国英语）.
75. ↑  .   [2020-06-15]. （原始内容存档于2021-06-04） –Amazon （美国英语）.
76. ↑  .   [2020-06-15]. （原始内容存档于2020-06-15） –Amazon （美国英语）.

## 外部鏈接
- 互联网电影数据库（IMDb）上《守護者》的资料（英文）
- 豆瓣电影上《守護者》的資料 （简体中文）